# Verbotene Aufnahmen
Verbotene Aufnahmen (franz. Originaltitel: Les Documents interdits) ist eine Kurzfilm-Reihe des französischen Regisseurs Jean-Teddy Filippe.
Die insgesamt dreizehn Filme mit einer Länge zwischen 4 und 13 Minuten sind im Stil von Amateuraufnahmen und behandeln alle rätselhafte, erstaunliche oder unerklärbare Phänomene und Dinge, zum Beispiel Menschen mit übernatürlichen Fähigkeiten. Die Filme sind im Jahr 1989 entstanden und fiktiv, sollen aber den Eindruck erwecken, dass es sich um reale, zusammengesammelte Amateuraufnahmen handelt, die von einem Sprecher dokumentarisch und dramatisierend kommentiert werden. Dabei werden die unterschiedlichsten Zeitepochen verarbeitet, zum Beispiel 1940er Jahre, 1980er Jahre.
Die Erstausstrahlung im deutschen Fernsehen erfolgte durch den Sender Arte. Da einige der Kurzfilme nicht als offensichtliche Fälschung zu erkennen sind, werden diese von nicht wenigen Personen als echt angesehen, was auch die Intention des Regisseurs war.